# Adrian Lux
Adrian Lux, cuyo nombre de nacimiento es Adrian Hynne, es un DJ y productor sueco de música electrónica. Es creador de temas como "Strawberry" (con Rebecca Rolfart de Those Dancing Days). "Can't Sleep" y su gran éxito "Teenage Crime" (con las voces de la cantante Linnéa Martinsson, más conocida como Lune). En parte, su éxito dependía de la Radio Sueca, para poder promocionar sus canciones y sus actuaciones en vivo.
Sus temas han contado con el respaldo en vivo de sus compatriotas Avicii, Style of Eye, Philgood, Ali Payami, Marcus Schössow y Axwell. Las primeras remezclas de Lux fueron para artistas de la talla de Deborah Cox, Basement Jaxx, Salem Al Fakir y Linnros Oskar.
Gracias al gran éxito que experimento en el 2010, su renombre en la escena dance le benefició, como por ejemplo, firmar con el sello discográfico Ultra Records y en el año 2011 remixar a grandes artistas como Roxette y Britney Spears entre otros.
El 3 de abril de 2012, lanzó su autotitulado álbum debut, por el sello Ultra Records. Contiene doce pistas, entre ellas, se encuentran los sencillos lanzados en años anteriores y a modo de  bonus track, incluye su versión de “Leave the World Behind”.

## Curiosidades
En una entrevista reveló algunos proyectos que tuvo antes de producir musicalmente. Afirmó que incursionaba en el reggae, el punk rock y hasta llegó a tener una banda del estilo de Massive Attack y luego incursionó de lleno en la música house. También cita como grandes influencias a Axwell, Eric Prydz y John Digweed. entre otros.
Adrian realizó una versión del tema “Leave the World Behind” perteneciente a Axwell, Ingrosso, Angello & Laidback Luke, pero cuenta con las voces de la cantante de Those Dancing Days, Linnéa Martinsson, conocida como "Lune". Se emitió en la edición del 19 de febrero de 2010 en el programa radial de Pete Tong en la BBC Radio 1, pero fue editada oficialmente dos años después en su álbum debut.
Actualmente tiene una relación con Rebecca Scheja, una de las integrantes del dúo femenino sueco Rebecca & Fiona.

## Discografía

### Álbumes
En estudio
- Adrian Lux (2012)

Álbumes de Remixes
- Some Remixed and Some Extended (2012)

### Singles y EP
- 2008: "Strawberry EP"[10]
  - Strawberry
  - My Best Friend (feat. Oscar Wedren)
- 2009: "Can't Sleep"[11]
  - Club Kid
- 2010: "Teenage Crime"
- 2011: "Boy" (Feat. Rebecca & Fiona)[12]
- 2011: "Alive" (con The Good Natured)
- 2012: "Fire" (con Lune)
- 2012: "Burning" (con Dante)
- 2012: "Silence" (con And Then)

- 2013: "Damaged"
- 2013: "Wild Child" (Adrian Lux & Marcus Schossow feat. JJ)

### Remixes
2009:
- Salem Al Fakir – 4 O'clock
- Basement Jaxx feat. Sam Sparro – "Feelings Gone" (Adrian Lux Intergalactico Dub)
- Deborah Cox – Beautiful U R

2010:
- Kocky feat. Noonie Bao – Prison Break
- David Ekenbäck Feat. David A Tobin – Breathe (Adrian Lux, Wedrén & Flores Remix)
- Oskar Linnros – Från Och Med Du
- iamamiwhoami – O By Adrian Lux
- Flash Republic – We Are The Kids
- NERVO Feat. Ollie James – This Kind of Love (Adrian Lux Disco Boy Remix)
- Avicii – Malo (Adrian Lux & Flores Remix)
- Rebecca & Fiona – Luminary Ones
- Miami Horror – Holiday

2011:
- Roxette – She's Got Nothing On (But the Radio)
- Britney Spears – Hold It Against Me (Adrian Lux & Nause Remixes)
- Roger Sanchez Feat. Mobin Master & Mc Flipside – Worldwide (Adrian Lux & Blende Remix)
- Natalia Kills – Mirrors
- Daft Punk – Derezzed (Adrian Lux The Grid Remix)
- Rebecca & Fiona – Bullets (Nause & Adrian Lux Remix)
- Rebecca & Fiona – If She Was Away (Adrian Lux & Blende Remix)
- Pnau – Solid Ground (Adrian Lux & Blende Remix)
- Freaks – Where Were You When The Lights Out (Adrian Lux & Blende Remix)
- Korn Feat. Skrillex & Kill the Noise – Narcissistic Cannibal (Adrian Lux & Blende Remix)
- Atlas – Cam Me (Adrian Lux & Blende Remix)

2012:
- Rebecca & Fiona – Jane Doe (Adrian Lux Remix)
- BeatauCue feat. Kenzie May – Slow Down (Adrian Lux Remix)
- Lana Del Rey – Video Games (Adrian Lux & Blende Remix)
- Kent – Jag Ser Dig (Adrian Lux Remix)
- The Good Natured – Video Voyeur (Adrian Lux Remix)
- The Presets – Ghosts (Adrian Lux Is Lost In The Streets Of Neon Remix)
- Frida Sundemo – Indigo (Adrian Lux & Naiv Remix)

2013:
- Dido – No Freedom (Adrian Lux & Blende Remix)
- Rivaz & Benny Benassi feat. Heather Bright – Tell Me Twice (Adrian Lux Remix)

### Colaboraciones
- 2011: "Eagles" (coproducción junto a Sander van Doorn, para el álbum Eleve11)
- 2011: Rebecca & Fiona – I Love You Man (como productor del álbum)[13]